# Hydra (Within Temptation)
Hydra is het zesde studioalbum van de Nederlandse symfonischemetalband Within Temptation. Het album verscheen op 31 januari 2014. Aan het album werkten ook verschillende gastartiesten mee. De eerste single, "Paradise (What About Us?)", werd voorafgaand aan het album als EP uitgebracht op 27 september 2013, met Tarja Turunen (ex-Nightwish) als gastzangeres. De tweede single, "Dangerous", kwam uit op 20 december 2013, waarin Howard Jones de mannelijke zang verzorgt.
Het is het eerste album sinds hun debuutalbum Enter en de EP The Dance, dat er weer, op beperkte schaal, gruntelementen in de muziek voorkomt. Het album kreeg over het algemeen goede reviews. Zo scoorde het in Metalholic webzine in score van 9.3 /10, waarbij onder meer genoemd werd dat de band teruggreep op de zwaardere en meer dramatische basis, en dat de band tegelijkertijd verder gegroeid was en nieuwe stijlen verkende. Het album bereikte in Nederland de eerste plaats in de Album Top 100.

## Tracklist
Alle muziek en teksten zijn geschreven door Sharon den Adel en Robert Westerholt, behalve waar genoteerd. 
| 1.                 | Let Us Burn               |                                                              | 5:31 |
| 2.                 | Dangerous                 | met Howard Jones                                             | 4:52 |
| 3.                 | And We Run                | met Xzibit                                                   | 3:50 |
| 4.                 | Paradise (What About Us?) | met Tarja Turunen                                            | 5:22 |
| 5.                 | Edge of the World         |                                                              | 4:55 |
| 6.                 | Silver Moonlight          |                                                              | 5:17 |
| 7.                 | Covered by Roses          |                                                              | 4:48 |
| 8.                 | Dog Days                  |                                                              | 4:47 |
| 9.                 | Tell Me Why               |                                                              | 6:12 |
| 10.                | Whole World is Watching   | met Dave Pirner (Piotr Rogucki van Coma op de Poolse editie) | 4:03 |
| Totale duur: 49:16 |                           |                                                              |      |

| 11.                | Radioactive               | Oorspronkelijke versie door Imagine Dragons                           | 3:15 |
| 12.                | Summertime Sadness        | Oorspronkelijke versie door Lana Del Rey                              | 4:07 |
| 13.                | Let Her Go                | Oorspronkelijke versie door Passenger                                 | 3:44 |
| 14.                | Dirty Dancer              | Oorspronkelijke versie door Enrique Iglesias met Usher & Lil Wayne    | 4:15 |
| 15.                | And We Run                | Evolution track                                                       | 5:41 |
| 16.                | Silver Moonlight          | Evolution track                                                       | 6:05 |
| 17.                | Covered by Roses          | Evolution track                                                       | 4:43 |
| 18.                | Tell Me Why               | Evolution track                                                       | 5:00 |
| 19.                | Paradise (What About Us?) | met Tarja Turunen Muziekvideo - Exclusief voor iTunes Premium Version | 5:51 |
| Totale duur: 41:41 |                           |                                                                       |      |

De luxe albumbox bevat:
- een dubbel-cd-Media Book (de volledige premiumversie van het album, inclusief de bonustracks bovengenoemde)
- een dubbele vinyl-gatefold
- een boekje met alle teksten
- een cd met instrumentale versies van nummers 1 t/m 10
- een WT-plectrum
- verpakt in een Deluxe Box Set (lp-formaat)

## Bezetting

### Within Temptation
- Sharon den Adel - zang
- Robert Westerholt - gitaren, zang op tracks 6 & 9
- Stefan Helleblad - gitaren
- Ruud Jolie - gitaren
- Martijn Spierenburg - toetsen
- Jeroen van Veen - basgitaar
- Mike Coolen - drums

### Sessiemuzikanten
- Stefan Helleblad - extra gitaren
- Howard Jones (ex-Killswitch Engage) - zang op track 2
- Xzibit - rap op track 3
- Tarja Turunen (ex-Nightwish) - zang op track 4
- Dave Pirner (Soul Asylum) - zang op track 10
- Piotr Rogucki (Coma) - zang op track 10 (Poolse editie)

## Hoesontwerp
Het hoesontwerp is van Romano Molenaar, die eerder al zijn medewerking verleende aan het conceptalbum The Unforgiving.